# 635 Vundtia
Vundtia (asteroide 635) é um asteroide da cintura principal com um diâmetro de 98,24 quilómetros, a 2,8969919 UA. Possui uma excentricidade de 0,0786644 e um período orbital de 2 036,5 dias (5,58 anos).
Vundtia tem uma velocidade orbital média de 16,7968576 km/s e uma inclinação de 11,03908º.
Este asteroide foi descoberto em 9 de Junho de 1907 por K. Lohnert.